# یویا تاکاگی
یویا تاکاگی (ژاپنی: 高木 友也؛ زادهٔ ۲۳ مهٔ ۱۹۹۸) یک بازیکن فوتبال اهل ژاپن است.
از باشگاه‌هایی که در آن بازی کرده‌است می‌توان به باشگاه فوتبال یوکوهاما اشاره کرد.